# USS Escolar (SS-294)
USS Escolar (SS-294) là một  tàu ngầm lớp Balao từng phục vụ cùng Hải quân Hoa Kỳ trong Chiến tranh Thế giới thứ hai. Nó là chiếc tàu chiến duy nhất của Hải quân Hoa Kỳ được đặt cái tên này, theo tên Cá giả thu hay Cá đen Escolar. Nó đã phục vụ trong Thế Chiến II và bị mất tích ngay trong chuyến tuần tra đầu tiên tại khu vực Hoàng Hải, có thể do trúng thủy lôi vào khoảng ngày 17 tháng 10, hoặc do trúng mìn sâu của tàu tuần tra đối phương vào ngày 19 tháng 10, 1944.

## Thiết kế và chế tạo
Thiết kế của lớp Balao được cải tiến dựa trên  tàu ngầm lớp Gato dẫn trước, là một kiểu tàu ngầm hạm đội có tốc độ trên mặt nước cao, tầm hoạt động xa và vũ khí mạnh để tháp tùng hạm đội chiến trận. Khác biệt chính so với lớp Gato là ở cấu trúc lườn chịu áp lực bên trong dày hơn, và sử dụng thép có độ đàn hồi cao (HTS: High-Tensile Steel), cho phép lặn sâu hơn đến 400 ft (120 m). Con tàu dài 311 ft 9 in (95,02 m) và có trọng lượng choán nước 1.526 tấn Anh (1.550 t) khi nổi và 2.424 tấn Anh (2.463 t) khi lặn. Chúng trang bị động cơ diesel dẫn động máy phát điện để cung cấp điện năng cho bốn động cơ điện, đạt được công suất 5.400 shp (4.000 kW) khi nổi và 2.740 shp (2.040 kW) khi lặn, cho phép đạt tốc độ tối đa 20,25 hải lý trên giờ (37,50 km/h) và 8,75 hải lý trên giờ (16,21 km/h) tương ứng. Tầm xa hoạt động là 11.000 hải lý (20.000 km) khi đi trên mặt nước ở tốc độ 10 hải lý trên giờ (19 km/h) và có thể hoạt động kéo dài đến 75 ngày.
Tương tự như lớp Gato dẫn trước, lớp Balao được trang bị mười ống phóng ngư lôi 21 in (530 mm), gồm sáu ống trước mũi và bốn ống phía phía đuôi tàu, chúng mang theo tối đa 24 quả ngư lôi. Vũ khí trên boong tàu gồm một hải pháo 4 inch/50 caliber, một khẩu pháo phòng không Bofors 40 mm nòng đơn và một khẩu đội Oerlikon 20 mm nòng đôi, kèm theo hai súng máy .50 caliber. Trên tháp chỉ huy, ngoài hai kính tiềm vọng, nó còn trang bị ăn-ten radar SD phòng không và SJ dò tìm mặt biển. Tiện nghi cho thủy thủ đoàn bao gồm điều hòa không khí, thực phẩm trữ lạnh, máy lọc nước, máy giặt và giường ngủ cho hầu hết mọi người, giúp họ chịu đựng cái nóng nhiệt đới tại Thái Bình Dương cùng những chuyến tuần tra kéo dài đến hai tháng rưỡi.
Escolar được đặt lườn tại xưởng tàu của hãng Cramp Shipbuilding Company ở Philadelphia, Pennsylvania vào ngày 10 tháng 6, 1942. Nó được hạ thủy vào ngày 18 tháng 4, 1943, được đỡ đầu bởi bà J. Bilisoly Hudgins. Con tàu được chuyển đến Xưởng hải quân Boston và sau đó đến Xưởng hải quân Portsmouth đểtiếp tục hoàn thiện trước khi nhập biên chế cùng Hải quân Hoa Kỳ vào ngày 2 tháng 6, 1944 dưới quyền chỉ huy của Hạm trưởng, Trung tá Hải quân William J. Millican.

## Lịch sử hoạt động
Sau khi hoàn tất việc chạy thử máy huấn luyện tại các vùng biển ngoài khơi New London, Connecticut và Newport, Rhode Island, Escolar chuẩn bị để được điều động sang khu vực Mặt trận Thái Bình Dương. Nó khởi hành từ Căn cứ Tàu ngầm Hải quân New London, băng qua kênh đào Panama và đi đến Trân Châu Cảng, nơi nó khởi hành vào ngày 18 tháng 9, 1944 cho chuyến tuần tra đầu tiên cũng là cuối cùng của nó. Sau khi được tiếp thêm nhiên liệu tại Midway, Escolar hoạt động tại khu vực Hoàng Hải trong thành phần một đội tấn công phối hợp "Bầy sói" vốn bao gồm các tàu ngầm Croaker (SS-246) và Perch (SS-313), mang biệt danh "Millican's Marauders" do được đặt dưới quyền chỉ huy chung của hạm trưởng của Escolar, Trung tá Hải quân William J. Millican.
Vào ngày 30 tháng 9, bức điện cuối cùng nhận được từ Escolar cho biết nó bị một tàu buôn tấn công bằng hải pháo trên boong tàu. Sau đó nó tiếp tục liên lạc nội bộ cùng Perch và Croaker cho đến ngày 17 tháng 10, khi nó báo cáo tọa độ và hướng đi của mình, sau đó chiếc tàu ngầm mất liên lạc. Theo kế hoạch tuần tra, nó phải quay trở về căn cứ Midway vào khoảng ngày 13 tháng 11. Mọi cố gắng liên lạc với con tàu đều thết bại, và được cho là đã mất trong chiếc đấu vào ngày 27 tháng 11, 1944.
Không thể có lời giải thích chính xác về nguyên nhân Escolar bị mất, nhưng do vị trí chính xác của các bãi thủy lôi tại Hoàng Hải không được biết đến mãi cho đến tháng 4, 1945, nhiều khả năng chiếc tàu ngầm đã bị mất do trúng mìn. Tài liệu thu được từ Hải quân Đế quốc Nhật Bản sau chiếc tranh cho biết vào ngày 19 tháng 10, Tàu Phòng vệ Duyên hải số 38 (CD-38) đã phát hiện và tấn công một tàu ngầm gần vị trí của Escolar. CD-38 đã thả khoảng 38 quả mìn sâu để tấn công, và quan sát thấy một mảng dầu loang lớn cùng nhiều mảnh vỡ trồi lên mặt nước. Đây có thể là Escolar đã bị đánh chìm, vì không có tàu ngầm Đồng Minh nào khác hoạt động tại khu vực này vào lúc đó.

## Phần thưởng
Nguồn: Navsource Naval History
|  |  |  |

| Dãi băng Hoạt động Tác chiến | Huân chương Chiến dịch Hoa Kỳ | Huân chương Chiến thắng Thế Chiến II |